# Oisy-le-Verger
Oisy-le-Verger is een gemeente in het Franse departement Pas-de-Calais (regio Hauts-de-France). De plaats maakt deel uit van het arrondissement Arras. Oisy-le-Verger telde op 1 januari 2022 1.200 inwoners.

## Geografie
De oppervlakte van Oisy-le-Verger bedroeg op 1 januari 2022 11,36 vierkante kilometer; de bevolkingsdichtheid was toen 105,6 inwoners per km².

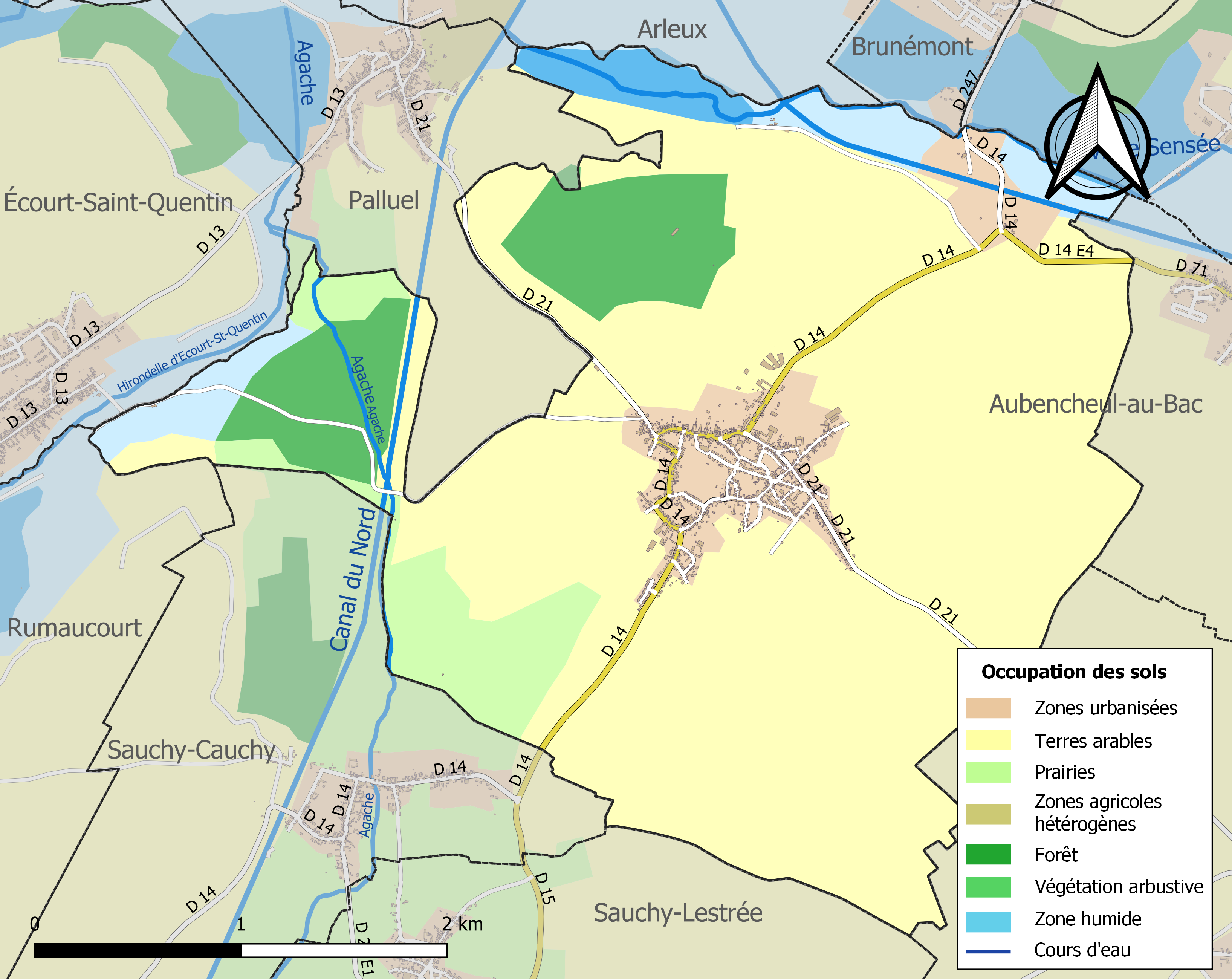
Kaart van de gemeente met belangrijkste infrastructuur, bodemgebruik en omliggende gemeenten

## Verkeer en vervoer
In de gemeente ligt spoorwegstation Oisy-le-Verger.

## Demografie
Onderstaande figuur toont het verloop van het inwonertal (bron: INSEE-tellingen).